# لوئیس پریما
لوئیس پریما (انگلیسی: Louis Prima; ۷ دسامبر ۱۹۱۰ – ۲۴ اوت ۱۹۷۸) یک موسیقی‌دان و بازیگر اهل ایالات متحده آمریکا بود.

## گزیده فیلمشناسی
از فیلم‌ها یا برنامه‌های تلویزیونی که وی در آن نقش داشته‌است می‌توان به آثار زیر اشاره کرد.
- کتاب جنگل